# بازی‌های پان امریکن ۱۹۷۵
بازی‌های پان امریکن ۱۹۷۵ (انگلیسی: 1975 Pan American Games) هفتمین دوره بازی‌های پان امریکن است که از ۱۲ تا ۲۶ اکتبر ۱۹۷۵ در مکزیکوسیتی، مکزیک با حضور ۳۱۴۶ ورزشکار برگزار شده است.

## جدول مدال‌ها
| رتبه  | کشور                  | طلا   | نقره | برنز    | مجموع   |
| ----- | --------------------- | ----- | ---- | ------- | ------- |
| 1     | ایالات متحده آمریکا a | ۱۱۷   | ۸۲   | ۴۸/۴۷   | ۲۴۷/۲۴۶ |
| 2     | کوبا b                | ۵۶/۵۷ | ۴۵   | ۳۳/۳۲   | ۱۳۴     |
| 3     | کانادا c              | ۱۹/۱۸ | ۳۵   | ۴۰/۳۸   | ۹۴/۹۱   |
| 4     | مکزیک 1               | ۹     | ۱۳   | ۳۸      | ۶۰      |
| 5     | برزیل                 | ۸     | ۱۳   | ۲۳      | ۴۴      |
| 6     | آرژانتین              | ۳     | ۵    | ۷       | ۱۵      |
| 7     | کلمبیا                | ۲     | ۴    | ۴       | ۱۰      |
| 8     | اکوادور               | ۱     | ۱    | ۱       | ۳       |
| 9     | گویان                 | ۱     | ۱    | ۰       | ۲       |
| 9     | پرو                   | ۱     | ۱    | ۰       | ۲       |
| 11    | پورتوریکو             | ۰     | ۳    | ۷       | ۱۰      |
| 12    | پاناما                | ۰     | ۲    | ۲       | ۴       |
| 13    | ونزوئلا               | ۰     | ۱    | ۱۱      | ۱۲      |
| 14    | جمهوری دومینیکن       | ۰     | ۱    | ۷       | ۸       |
| 15    | جامائیکا              | ۰     | ۱    | ۳       | ۴       |
| 16    | آنتیل هلند            | ۰     | ۱    | ۰       | ۱       |
| 16    | ترینیداد و توباگو     | ۰     | ۱    | ۰       | ۱       |
| 18    | شیلی                  | ۰     | ۰    | ۲       | ۲       |
| 18    | اروگوئه               | ۰     | ۰    | ۲       | ۲       |
| 20    | باربادوس              | ۰     | ۰    | ۱       | ۱       |
| 20    | السالوادور            | ۰     | ۰    | ۱       | ۱       |
| 20    | گواتمالا              | ۰     | ۰    | ۱       | ۱       |
| 20    | نیکاراگوئه            | ۰     | ۰    | ۱       | ۱       |
| مجموع | مجموع                 | ۲۱۷   | ۲۱۰  | ۲۳۲/۲۲۸ | ۶۵۹/۶۵۵ |

## ورزش‌ها
- دو و میدانی  (جزئیات)
- بیسبال  (جزئیات)
- بسکتبال  (جزئیات)
- بوکس  (جزئیات)
- دوچرخه‌سواری  (جزئیات)
- شیرجه  (جزئیات)
- سوارکاری  (جزئیات)
- شمشیربازی  (جزئیات)
- هاکی روی چمن  (جزئیات)
- فوتبال  (جزئیات)
- ژیمناستیک  (جزئیات)
- جودو  (جزئیات)
- روئینگ  (جزئیات)
- قایقرانی بادبانی  (جزئیات)
- تیراندازی  (جزئیات)
- شنا  (جزئیات)
- شنای موزون  (جزئیات)
- تنیس  (جزئیات)
- والیبال  (جزئیات)
- واترپلو  (جزئیات)
- وزنه‌برداری  (جزئیات)
- کشتی  (جزئیات)